# Вилухина, Ольга Геннадьевна
О́льга Генна́дьевна Вилу́хина (род. 22 марта 1988, Солнечный, Башкирская АССР) — российская биатлонистка, серебряный призёр Олимпийских игр 2014 года в спринте, бронзовый призёр чемпионата мира 2012 года в гонке преследования, заслуженный мастер спорта России. Трёхкратная чемпионка России (2013 год — эстафета, 2014 год — спринт).

## Биография
Родилась в Межгорье. Отец — Геннадий Викторович Вилухин, инженер строительной компании, мать — Ольга Викторовна Вилухина, работает оператором в котельной. Сестра — Злата, инженер-программист. Училась в школе № 3, окончив на четвёрки и пятёрки.
Из любимых книг — «Одиннадцать минут» Пауло Коэльо.

## Спортивная карьера

### Юниорские достижения 2006—2009
С 1998 года занималась лыжными гонками, а в июне 2004 года по совету тренера решила перейти в биатлон, которым занимается под руководством Иванова Валерия Владимировича.
Чемпионат мира по биатлону среди юниоров 2006 в американском Преск-Айле стал для Ольги Вилухиной первым в её карьере. В индивидуальной гонке она заняла лишь 28 место, в остальных же завоевала полный комплект медалей. В спринте Ольга выиграла золото, в преследовании — бронзу, а в эстафете вместе с подругами по команде — серебро. Чемпионат мира годом позже в Мартелло стал для спортсменки не таким успешным. Она снова выиграла серебро в эстафете, а вот лучшим личным результатом стало 9-е место в гонке преследования. На Чемпионате Европы в Банско успеха Ольга смогла добиться только в эстафете, выиграв золотую медаль, в личных же дисциплинах не смогла подняться на подиум, показав седьмое время в индивидуальной гонке и спринте и шестое в преследовании. На двух последующих чемпионатах она также смогла добиться успеха только в эстафетах : серебро в Кэнморе и золото в Нове-Место. Самым успешным для Ольги стал Чемпионат в Уфе, где она стала четырёхкратной и абсолютной чемпионкой Европы среди юниоров, выиграв золотые медали во всех четырёх дисциплинах — спринте, преследовании, индивидуальной и эстафетной гонках. Это абсолютный рекорд чемпионатов Европы, которые проводятся с 1994 года. До Вилухиной никому из молодых спортсменок ещё не удавалось выиграть столько наград в течение одного континентального чемпионата.

### Выступления на юниорских и молодёжных чемпионатах
| Год  | Место проведения | Возраст | Инд | Спр | Пр | Эст |
| ---- | ---------------- | ------- | --- | --- | -- | --- |
| 2006 | ЧМ Преск-Айл     | U19     | 28  | 1   | 3  | 2   |
| 2007 | ЧМ Валь-Мартелло | U19     | 14  | 15  | 9  | 2   |
| 2009 | ЧМ Кенмор        | U21     | 23  | 6   | 4  | 2   |
| 2008 | ЧЕ Нове-Место    | U21     | 11  | —   | —  | 1   |
| 2008 | ЧМ Рупольдинг    | U21     | 9   | 17  | 4  | 3   |
| 2009 | ЧЕ Уфа           | U21     | 1   | 1   | 1  | 1   |

### Дебют в Кубке мира
Успехи Ольги Вилухиной заставили наставников национальной команды обратить внимание на юное дарование, и Ольга получила от них приглашение выступить на этапе Кубка мира в Ханты-Мансийске. 27 марта 2009 года она дебютировала в спринтерской гонке. И дебют удался. Показав в спринте шестое время среди всех спортсменок и лучшее среди российских, Ольга попала в «цветочную церемонию».
По завершении сезона 2008/2009 она была включена в состав национальной команды для централизованной подготовки.

### Сезон 2009/2010
К сезону 2009/2010 Ольга впервые готовилась с главной командой. На сборе в Оберхофе состояние здоровья спортсменки внезапно ухудшилось. После тренировок в горах поднялся очень высокий уровень гемоглобина — а он у Оли и так высокий от природы — и на фоне жары стала сворачиваться кровь. Ей становилось все хуже, температура поднималась до 40 градусов. На что только не проверяли — и на заражение крови, и на псевдотуберкулез… Но точный диагноз так и не установили. Процесс выздоровления протекал довольно непросто. Сразу после возвращения из Оберхофа Оля провела две недели в больнице, прошла полный курс лечения. В итоге состояние здоровья удалось нормализовать, а вот форму Ольга растеряла и по результатам контрольных тренировок не смогла отобраться на этапы Кубка мира, и тренерский штаб принял решение делегировать её на Кубок IBU.
Дважды Оля становилась второй в спринте в Идре (Швеция) и в Риднау-валь Риданна (Италия). А на этапе Кубка IBU в австрийском Обертиллахе со спортсменкой произошёл курьёзный случай, из-за которого она упустила если не победу, то подиум наверняка. На старте спринтерской гонки ей пришлось задержаться из-за отсутствия стартовых номеров на ногах — Оля просто забыла их наклеить. Пока массажист бегал за номерами, прошло секунд 45—50. Став по результатам гонки в итоге восьмой, она проиграла победителю всего 42 секунды. Участие в Кубке IBU для Оли закончилось в немецком Альтенберге, где биатлонистка в спринте стала 17-й. От дальнейшего участия в гонках Кубка IBU Ольга была вынуждена отказаться, так как врачи диагностировали сильный отит.
В Кубке IBU 2009/2010 Ольга Вилухина с 254 очками заняла итоговое 14 место.
Результаты выступлений в Кубке IBU в сезоне 2009/2010
| Кубок IBU IBU-Cup 2009/2010 | Индивидуальные дисциплины | Индивидуальные дисциплины | Индивидуальные дисциплины | Индивидуальные дисциплины |
| Кубок IBU IBU-Cup 2009/2010 | Спринт                    | Преследование             | Индивидуальная гонка      | 2. Спринт                 |
| --------------------------- | ------------------------- | ------------------------- | ------------------------- | ------------------------- |
| Идре                        | 14                        | -                         | -                         | 2                         |
| Риднау                      | 2                         | -                         | 28                        | -                         |
| Обертиллиах                 | 8                         | 3                         | -                         | -                         |
| Альтенберг                  | 17                        | -                         | -                         | -                         |
| Нове-Место                  | 5                         | -                         | -                         | -                         |
| От-Марьен                   | -                         | -                         | -                         | -                         |
| Мартелло                    | -                         | -                         | -                         | -                         |
| Поклюка                     | -                         | -                         | -                         | -                         |

После выздоровления Ольга приняла участие в Первенстве России. Выиграв индивидуальную гонку в Уфе, спортсменка выполнила критерии отбора на Чемпионат Европы. Но там Ольге удалось принять участие только в двух гонках — в индивидуальной гонке она показала 15 время, а в составе эстафетной четвёрки стала бронзовым призёром. После эстафеты у неё обострилась травма плеча, и старший тренер сборной России по резерву Валерий Польховский принял решение не заявлять её на спринт и преследование, так как тренеры основной национальной команды рассчитывали на её участие в мартовских этапах Кубка мира. Но принять участие в них спортсменке не удалось. Она была вынуждена досрочно завершить сезон — её опять в который уже раз в сезоне 2009/2010 подвело здоровье — Ольга была госпитализирована с высокой температурой. По окончании сезона вошла в список кандидатов в сборную команду России по биатлону для централизованной
подготовки в основном составе.

### Сезон 2011/2012
В Хохфильцене 2011 Вилухина дебютировала в составе смешанно-эстафетной команды и победила. На следующем этапе в Оберхофе 4 января 2012 года впервые была замыкающей в женской эстафетной команде — с тем же итогом.
13 января 2012 на этапе в Нове-Место-на-Мораве Вилухина установила личный рекорд: 5 итоговое место в спринте.
4 марта 2012 на чемпионате мира в Рупольдинге Вилухина впервые в карьере поднялась на подиум, заняв 3 место в гонке преследования.

### Сезон 2012/2013
Уже первый этап сезона проходивший в Эстерсунде, стал для Ольги самым удачным в карьере на тот момент: она заняла третье место в спринте и не опустилась ниже пятого в остальных двух личных гонках. 25 ноября 2012 года Ольга Вилухина внесла решающий вклад в победу российской сборной в смешанной эстафете: ликвидировав 11-секундное отставание Ольги Зайцевой, Вилухина привезла мужчинам 29 секунд форы. Далее Ольга поднималась на подиум только в эстафетах: в Хохфильцене женская сборная заняла третье место, затем последовали два серебра в Рупольдинге и Антерсельве.
16 марта 2013 года в гонке преследования в Ханты-Мансийске показала лучший результат за время выступлений в Кубке Мира, поднявшись на вторую ступень подиума. И в целом ханты-мансийский этап стал лучшим этапом в карьере Ольги на данный момент: «серебро» и два четвёртых места.

### Сезон 2013/2014
Перед зимними Олимпийскими играми в Сочи 2014 года на спортсменку смотрели, как на олимпийскую надежду России. И она не подвела. 9 февраля девушка завоевала серебряную медаль в спринте, пропустив вперёд лишь словацкую соперницу. За употребление допинга женская команда РФ лишилась серебра на Олимпиаде-2014 года.

### Сезон 2014/2015
Из-за проблем со здоровьем спортсменка приняла решение пропустить сезон.

### Завершение карьеры
11 ноября 2016 года Ольга Вилухина приняла решение завершить свою карьеру.

## Дисквалификация
27 ноября 2017 года решением Международного олимпийского комитета за нарушение антидопинговых правил лишена серебряной медали  Олимпийских игр 2014 года в Сочи и пожизненно отстранена от участия в Олимпийских играх.
24 сентября 2020 года по решению CAS была оправдана по обвинению в применении допинга. Ожидается, что МОК вернёт Вилухиной серебряную медаль в спринте, но медаль эстафеты Ольга обратно не получит, поскольку дисквалификация Зайцевой осталась в силе.

## Сводная статистика
| #  | Дата            | Место      | Вид            | Стрельба | Примечания |
| -- | --------------- | ---------- | -------------- | -------- | ---------- |
| 1. | 18 декабря 2011 | Хохфильцен | Смеш. эстафета | 0+0 0+3  | Кубок мира |
| 2. | 4 января 2012   | Оберхоф    | Эстафета       | 0+0 0+1  | Кубок мира |
| 3. | 25 ноября 2012  | Эстерсунд  | Смеш. эстафета | 0+1 0+1  | Кубок мира |
| 4. | 8 января 2014   | Рупольдинг | Эстафета       | 0+0 0+1  | Кубок мира |

| #  | Дата           | Место          | Вид      | Стрельба | Сек   | Победитель         | Примечания |
| -- | -------------- | -------------- | -------- | -------- | ----- | ------------------ | ---------- |
| 1. | 9 января 2013  | Рупольдинг     | Эстафета | 0+0 0+0  | +54,7 | Норвегия           | Кубок мира |
| 2. | 20 января 2013 | Антерсельва    | Эстафета | 0+1 0+3  | +17,4 | Германия           | Кубок мира |
| 3. | 16 марта 2013  | Ханты-Мансийск | Преслед. | 0+1+2+0  | +7,0  | Габриэла Соукалова | Кубок мира |

| #  | Дата           | Место        | Вид           | Стрельба | Сек     | Победитель         | Примечания |
| -- | -------------- | ------------ | ------------- | -------- | ------- | ------------------ | ---------- |
| 1. | 21 января 2012 | Антерсельва  | Эстафета      | 0+1 0+0  | +21,4   | Франция            | Кубок мира |
| 2. | 4 марта 2012   | Рупольдинг   | Преслед.      | 0+0+1+0  | +1:15,4 | Дарья Домрачева    | ЧМ         |
| 3. | 1 декабря 2012 | Эстерсунд    | Спринт        | 0+1      | +19,4   | Тура Бергер        | Кубок мира |
| 4. | 9 декабря 2012 | Хохфильцен   | Эстафета      | 0+1 0+0  | +31,8   | Норвегия           | Кубок мира |
| 5. | 22 марта 2014  | Холменколлен | Преследование | 0+0+2+0  | +54,0   | Анастасия Кузьмина | Кубок мира |

### Статистика выступлений в Кубке мира
| Результат                 | Личные гонки | Личные гонки | Личные гонки | Личные гонки | Личные гонки | Эстафеты | Эстафеты | Эстафеты |
| Результат                 | Инд          | Спр          | Пр           | МС           | Всего        | Эст      | См       | Всего    |
| ------------------------- | ------------ | ------------ | ------------ | ------------ | ------------ | -------- | -------- | -------- |
| 1 место                   | 0            | 0            | 0            | 0            | 0            | 1        | 2        | 3        |
| 2 место                   | 0            | 0            | 1            | 0            | 1            | 2        | 0        | 2        |
| 3 место                   | 0            | 1            | 2            | 0            | 3            | 2        | 0        | 2        |
| Финиш в 10-ке             | 3            | 16           | 13           | 6            | 38           | 11       | 4        | 15       |
| Финиш в очках             | 7            | 27           | 23           | 11           | 68           | 11       | 4        | 15       |
| Вне очков                 | 1            | 2            | 0            | 0            | 3            | 0        | 0        | 0        |
| Старты                    | 8            | 29           | 23           | 11           | 71           | 11       | 4        | 15       |
| после сезона 2013/2014(*) |              |              |              |              |              |          |          |          |

### Статистика стрельбы
| Сезон          | 2008/2009 | 2009/2010 |
| -------------- | --------- | --------- |
| Положение лежа | 83.33 %   | 91.94 %   |
| Положение стоя | 85.83 %   | 81.97 %   |
| Общая точность | 84.58 %   | 86.99 %   |

## Итоговые результаты в зачёте индивидуальных дисциплин в Кубке мира
| Индивидуальная гонка | —       | 45 (20) | 13 (70)  | 14 (71)  | 29 (23) |  |  |  |  |
| Спринт               | 54 (38) | — (0)   | 7 (274)  | 12 (272) | 4 (246) |  |  |  |  |
| Преследование        | 54 (26) | 61 (17) | 10 (219) | 7 (241)  | 4 (241) |  |  |  |  |
| Масс-старт           | —       | —       | 16 (104) | 15 (122) | 5 (102) |  |  |  |  |
|                      |         |         |          |          |         |  |  |  |  |
| Общий зачёт          | 65 (64) | 66 (37) | 11 (667) | 12 (706) | 5 (612) |  |  |  |  |

## Результаты выступлений в Кубке мира
| 2013/2014 Итоги | 2013/2014 Итоги | Эстерсунд | Эстерсунд | Эстерсунд | Эстерсунд | Хохфильцен | Хохфильцен | Хохфильцен | Анси | Анси | Анси | Оберхоф | Оберхоф | Оберхоф | Рупольдинг | Рупольдинг | Рупольдинг | Антхольц | Антхольц | Антхольц | Зимние Олимпийские Игры (*) | Зимние Олимпийские Игры (*) | Зимние Олимпийские Игры (*) | Зимние Олимпийские Игры (*) | Зимние Олимпийские Игры (*) | Зимние Олимпийские Игры (*) | Поклюка | Поклюка | Поклюка | Контиолахти | Контиолахти | Контиолахти | Холменколлен | Холменколлен | Холменколлен |
| Очков           | Место           | См        | Инд       | Спр       | Пр        | Спр        | Эст        | Пр         | Эст  | Спр  | Пр   | Спр     | Пр      | МС      | Эст        | Инд        | Пр         | Спр      | Пр       | Эст      | Спр                         | Пр                          | Инд                         | МС                          | См                          | Эст                         | Спр     | Пр      | МС      | Спр         | Спр         | Пр          | Спр          | Пр           | МС           |
| 612             | 5               | —         | —         | —         | —         | 33         | —          | 20         | 6    | 5    | 9    | 15      | 5       | 9       | DSQ        | 18         | 18         | 10       | 16       | -        | 2                           | 7                           | -                           | 21                          | 4                           | DSQ                         | 14      | 8       | 6       | 5           | 10          | 23          | 4            | 3            | 9            |

| 2012/2013 Итоги | 2012/2013 Итоги | Эстерсунд | Эстерсунд | Эстерсунд | Эстерсунд | Хохфильцен | Хохфильцен | Хохфильцен | Поклюка | Поклюка | Поклюка | Оберхоф | Оберхоф | Оберхоф | Рупольдинг | Рупольдинг | Рупольдинг | Антхольц | Антхольц | Антхольц | ЧМ Нове-Место | ЧМ Нове-Место | ЧМ Нове-Место | ЧМ Нове-Место | ЧМ Нове-Место | ЧМ Нове-Место | Холменколлен | Холменколлен | Холменколлен | Сочи | Сочи | Сочи | Ханты-Мансийск | Ханты-Мансийск | Ханты-Мансийск |
| Очков           | Место           | См        | Инд       | Спр       | Пр        | Спр        | Пр         | Эст        | Спр     | Пр      | МС      | Эст     | Спр     | Пр      | Эст        | Спр        | МС         | Спр      | Пр       | Эст      | См            | Спр           | Пр            | Инд           | Эст           | МС            | Спр          | Пр           | МС           | Инд  | Спр  | Эст  | Спр            | Пр             | МС             |
| 706             | 12              | 1         | 5         | 3         | 4         | 25         | 16         | 3          | 23      | 10      | 8       | 5       | 7       | 15      | 2          | 34         | 14         | 6        | 5        | 2        | 6             | 5             | 22            | 10            | 4             | 23            | —            | —            | —            | 54   | 15   | 6    | 4              | 2              | 4              |

| 2011/2012 Итоги | 2011/2012 Итоги | Эстерсунд | Эстерсунд | Эстерсунд | Хохфильцен | Хохфильцен | Хохфильцен | Хохфильцен | Хохфильцен | Хохфильцен | Оберхоф | Оберхоф | Оберхоф | Нове-Место | Нове-Место | Нове-Место | Антхольц | Антхольц | Антхольц | Холменколлен | Холменколлен | Холменколлен | Контиолахти | Контиолахти | Контиолахти | ЧМ Рупольдинг | ЧМ Рупольдинг | ЧМ Рупольдинг | ЧМ Рупольдинг | ЧМ Рупольдинг | ЧМ Рупольдинг | Ханты-Мансийск | Ханты-Мансийск | Ханты-Мансийск |
| Очков           | Место           | Инд       | Спр       | Пр        | Спр        | Пр         | Эст        | Спр        | Пр         | См         | Эст     | Спр     | МС      | Инд        | Спр        | Пр         | Спр      | МС       | Эст      | Спр          | Пр           | МС           | Спр         | Пр          | См          | См            | Спр           | Пр            | Инд           | Эст           | МС            | Спр            | Пр             | МС             |
| 667             | 11              | 24        | 30        | 37        | 7          | 6          | —          | 11         | 9          | 1          | 1       | 10      | 18      | 22         | 5          | 18         | 6        | 20       | 3        | 19           | 6            | 6            | 9           | 7           | —           | 5             | 8             | 3             | 8             | 7             | 19            | —              | —              | —              |

| 2010/2011 Итоги | 2010/2011 Итоги | Эстерсунд | Эстерсунд | Эстерсунд | Хохфильцен | Хохфильцен | Хохфильцен | Поклюка | Поклюка | Поклюка | Оберхоф | Оберхоф | Оберхоф | Рупольдинг | Рупольдинг | Рупольдинг | Антхольц | Антхольц | Антхольц | Преск-Айл | Преск-Айл | Преск-Айл | Форт-Кент | Форт-Кент | Форт-Кент | ЧМ Ханты-Мансийск | ЧМ Ханты-Мансийск | ЧМ Ханты-Мансийск | ЧМ Ханты-Мансийск | ЧМ Ханты-Мансийск | ЧМ Ханты-Мансийск | Холменколлен | Холменколлен | Холменколлен |
| Очков           | Место           | Инд       | Спр       | Пр        | Спр        | Эст        | Пр         | Инд     | Спр     | См      | Эст     | Спр     | МС      | Инд        | Спр        | Пр         | Спр      | Эст      | МС       | Спр       | См        | Пр        | Спр       | Пр        | МС        | См                | Спр               | Пр                | Инд               | МС                | Эст               | Спр          | Пр           | МС           |
| 37              | 66              | 21        | —         | —         | 46         | —          | 24         | —       | 63      | —       | —       | —       | —       | —          | —          | —          | —        | —        | —        | —         | —         | —         | —         | —         | —         | —                 | —                 | —                 | —                 | —                 | —                 | —            | —            | —            |

| 2008/2009 Итоги | 2008/2009 Итоги | Эстерсунд | Эстерсунд | Эстерсунд | Хохфильцен | Хохфильцен | Хохфильцен | Хохфильцен | Хохфильцен | Хохфильцен | Оберхоф | Оберхоф | Оберхоф | Рупольдинг | Рупольдинг | Рупольдинг | Антхольц | Антхольц | Антхольц | ЧМ Пхёнчхан | ЧМ Пхёнчхан | ЧМ Пхёнчхан | ЧМ Пхёнчхан | ЧМ Пхёнчхан | ЧМ Пхёнчхан | Уистлер | Уистлер | Уистлер | Тронхейм | Тронхейм | Тронхейм | Ханты-Мансийск | Ханты-Мансийск | Ханты-Мансийск |
| Очков           | Место           | Инд       | Спр       | Пр        | Спр        | Пр         | Эст        | Спр        | Инд        | Эст        | Эст     | Спр     | МС      | Эст        | Спр        | Пр         | Спр      | Пр       | МС       | Спр         | Пр          | Инд         | См          | МС          | Эст         | Инд     | Спр     | Эст     | Спр      | Пр       | МС       | Спр            | Пр             | МС             |
| 64              | 65              | —         | —         | —         | —          | —          | —          | —          | —          | —          | —       | —       | —       | —          | —          | —          | —        | —        | —        | —           | —           | —           | —           | —           | —           | —       | —       | —       | —        | —        | —        | 6              | 15             | —              |

## Экипировка
- Винтовка — Би-7-4[15].
- Лыжи — Fischer.
- Лыжные палки — Swix
- Перчатки — Adidas
- Очки — Adidas

## Интервью с О. Вилухиной
- Ольга Вилухина: «В интернет не захожу, настроилась на работу» июль 2010
- Ольга Вилухина: «Я живу 2018 годом!» март 2015

## Награды и звания

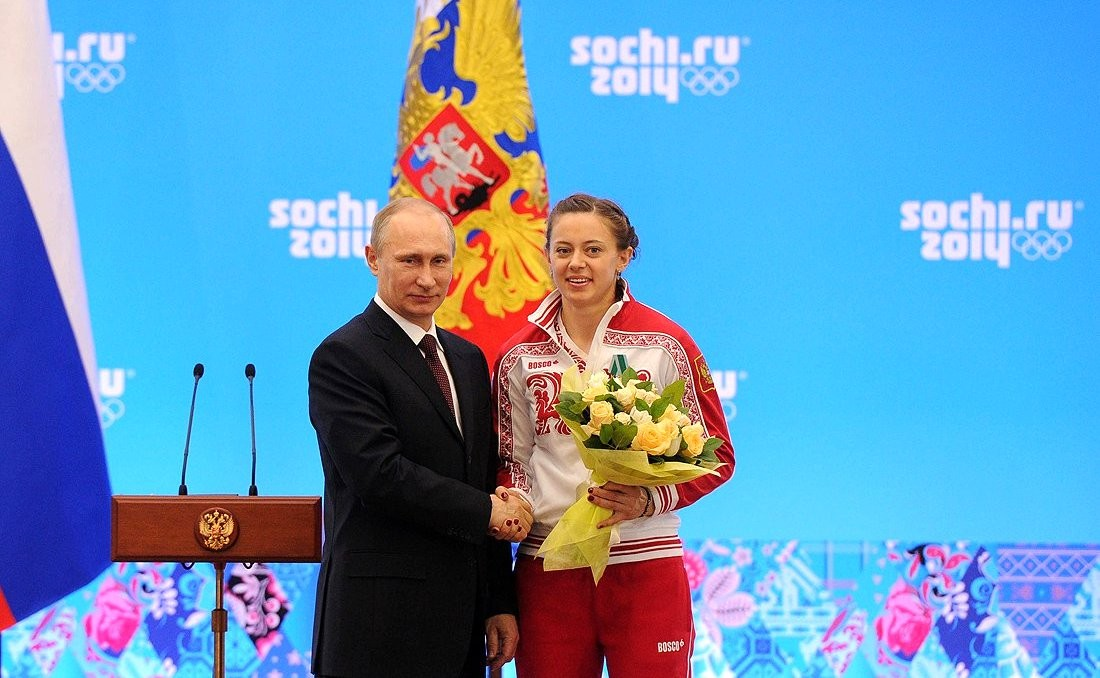
Ольга Вилухина и президент России Владимир Путин 24 февраля 2014 года на вручении государственных наград чемпионам и призёрам XXII Олимпийских зимних игр

- Орден Дружбы (24 февраля 2014 года) — за большой вклад в развитие физической культуры и спорта, высокие спортивные достижения на XXII Олимпийских зимних играх 2014 года в городе Сочи[16][17].
- Заслуженный мастер спорта России (10 февраля 2014 года)[18]
- Лучшая юниорка Уфы 2008 года по версии «Вечерней Уфы»
- Лауреат премии Администрации городского округа город Уфа в области физической культуры и спорта за 2008 год в номинации «Лучшая спортсменка-юниорка Уфы»[19]